# Хенри VI, део први
Хенри VI, део први (енгл. Henry VI, Part 1), познат и као 1 Хенри VI (енгл. 1 Henry VI) је историјска драма Виљема Шекспира - вероватно у сарадњи са Кристофером Марлоом и Томасом Нешом - за коју се верује да је написана 1591. Дешава се за живота краља Хенрија VI од Енглеске.
Док се Хенри VI, део други бави краљевом неспособношћу да заустави сукобе својих племића и неизбежношћу грађанског рата, а Хенри VI, део трећи се бави страхотама тог сукоба, Хенри VI, први део се бави губитком енглеских територија у Француској и политичким махинацијама које воде до Ратова ружа, будући да је енглески политички систем растрган личним свађама и ситном љубомором.
Иако трилогија о Хенрију VI можда није написана хронолошким редоследом, три представе су често груписане заједно са Ричардом III да би се створила тетралогија која покрива читаву сагу Ратова ружа, од смрти Хенрија V 1422. до успона на власт Хенрија VII 1485. Управо је успех ове серије представа чврсто утврдио Шекспирову репутацију драмског писца.
Неки сматрају да је Хенри VI, део први најслабији од Шекспирових комада.  Упоредо са Титом Андроником, генерално се сматра једним од најјачих кандидата за доказ да је Шекспир сарађивао с другим драматичарима на почетку своје каријере.

## Ликови
Енглези
- Краљ Хенри VI - краљ Енглеске

- Војвода од Бедфорда - Хенријев стриц и регент Француске

- Хамфри, војвода Глостера - стриц Хенрија VI и лорд заштитник Енглеске

- Војвода од Ексетера - деда-стриц Хенрија VI

- Хенри Боуфорт, епископ Винчестера - млађи брат Ексетера и деда-стриц Хенрија VI

- Војвода од Сомерсета (композитни лик, комбинација Џона Бофорта, првог војводе од Сомерсета и његовог млађег брата Едмунда Бофорта, другог војводе од Сомерсета)

- Ричард Плантагенет - каснији трећи војвода од Јорка

- Гроф од Ворика (Ричард де Бошамп, 13. Гроф од Ворика - често погрешно идентификован као Ричард Невил, 16. Гроф од Ворика из драма Хенри VI, 2. део и Хенри VI, 3. део [2]))

- Гроф од Солсберија
- Вилијам де ла Пол, Гроф од Сафока
- Лорд Талбот - намесник Француске
- Џон Талбот - његов син
- Едмунд Мортимер, Гроф од Марча (комбинација Сер Едмунда Мортимера и његовог нећака, Едмунда Мортимера, 5. Грофа од Марча)
- Сер Џон Фастолф - кукавички војник
- Сер Вилијам Гласдејл
- Сер Томас Гаргрејв
- Сер Вилијам Луси
- Вернон - из фракције Беле Руже (Јорк)
- Басет - фракција Црвена ружа (Ланкастер)
- Ричард Вудвил - поручник Куле
- Градоначелник Лондона

Французи
- Шарл - дофен Француске

- Рене, војвода Анжујски - титуларни краљ Јерусалима

- Маргарет - Ренеова кћи, касније заручена за краља Хенрија

- Војвода од Алансона

- Копиле од Орлеана[б]

- Војвода Бургундије

- Генерал француских снага у Бордоу

- Грофица Оверња

- Господар Гунер из Орлеана

- Син господара Гунера

- Јованка Девица (Јованка Орлеанка)

- Пастир - Јованкин отац

- Гувернер Париза (улога која не говори)

- Француски наредник

- Стражари

- Чувар у Руану

- Носач

Остало
- Папски легат

- Демони

- Гласници, капетан, адвокат, тамничар, војници, гласници, извиђачи, са енглеске и француске стране

## Датум и текст

### Датум
Најважнији доказ за датирање драме Хенри VI, део први је дневник Филипа Хенслоуа (енгл. Philip Henslowe), који бележи представу позоришне трупе Људи лорда Стрејнџа под називом Хари Vj (енгл. Harey Vj) од 3. марта 1592. у Театру Роуз у Саутварку. Хенслоу ову представу назива "ne" (што већина критичара сматра "новом", мада то може бити скраћеница за позориште Невингтон Бутс, које је Хенслоу можда поседовао) и спомиње да је имала петнаест представа и зарадила  3 фунте, 16 шилинга и 8 пенија што значи да је комад био изузетно успешан. Хари Vj се обично прихвата као Први део Хенрија Шестог из неколико разлога. Прво, мало је вероватно да је то могао бити Хенри VI, други део или Хенри VI, трећи део, који су објављени 1594. и 1595, тим редом, под насловима под којима су се првобитно изводили, како би се осигурала већа продаја. Како се ниједан од њих не појављује под насловом Хари Vj, представа коју је Хенслоу видео није вероватно ниједна од њих. Поред тога, као што Гари Тејлор истиче, Хенслоу је тежио да идентификује наставке, али не и прве делове драма, на које се позивао општим насловом. Као такав, "Хари Vj" није могао бити други или трећи део, али лако може бити први део." Једина друга могућност је да "Хари Vj" буде изгубљена драма.

### Текст
Текст драме објављен је у Првом фолио издању (енгл. First Folio) из 1623. године, под насловом Први део Хенрија Шестог (енгл. The first part of Henry the Sixt).
Када је назван Први део (енгл. Part 1) је нејасно, мада већина критичара је склона да претпоставља да је то био изум уредника Првог фолија, Џона Хемингса и Хенрија Кондела, јер се не спомиње представа под насловом Део 1, нити било која изведеница од тога, пре 1623. године.

## Теме

### Смрт витештва
Основна тема у представи је смрт витештва, „пропадање енглеског царства у Француској и пратеће пропадање идеја феудализма које су подржавале поредак државе.“  То се посебно манифестује у лику Талбота, који је симбол нестајуће врсте људи часно и несебично оданих добру Енглеске, чији методи и стил вођења представљају последње умируће остатке сада већ застареле, феудалне галантности. Као такав, Мајкл Тејлор назива га "представником витештва који брзо пропада" , док га Мајкл Хатавеј доживљава као оличење носталгије која прожима ову представу, сан о једноставним витешким врлинама какве су оне приказиване сваке године на витешким турнирима организованим 17. новембра на Елизабетин дан крунисања. Осмишљен је да се обраћа народној публици, а његова сцена смрти, у којој позива трупе које се не појављују још је један доказ деструктивности аристократског фракционализма." 
Један од најјаснијих примера Талботовог придржавања кодекса витештва види се у његовом одговору на Фастолфово дезертирање са бојног поља. Што се Талбота тиче, поступци Фастолфа откривају га као нечасну кукавицу која самоодржање ставља изнад самопожртвовања, и тако представља све што је погрешно са модерним витезовима. Ово је у директној супротности са витештвом које Талбот представља, витештвом којег се радо сећа из прошлих дана:
ТАЛБОТ
Заветовао сам се, прост витез, када се опет сретнем с тобом,
Да откинем подвезицу са твоје кукавичке ноге,
Што сам и урадио зато што си недостојно
Уздигнут на тако висок степен. -
Извините, принче Хенри, и остали.
Тај бедник, у бици код Патаја,
Кад сам, у свему, имао шест хиљада,
Док је Француза скоро десет на једног,
Пре него што смо се срели, или је један ударац пао,
Као обичан штитоноша побегао;
У том нападу изгубили смо дванаест стотина људи.
Ја и многа господа са мном
Били смо изненађени и заробљени.
Онда судите, велики господари, јесам ли погрешио,
Или да ли би такве кукавице требало да носе
Овај украс витештва: да или не?
ГЛОСТЕР
Искрено, ова чињеница је била злогласна
И не приличи ниједном обичном човеку,
Још мање витезу, капетану и вођи.
ТАЛБОТ
Када је основан овај витешки ред, господару,
Витезови реда подвезице су били племенитог рођења,
Одважни и крепосни, пуни бујне храбрости,
Такви какве су их ратови узгајали;
Не плашећи се смрти нити се грчећи због невоље,
Али увек одлучни до крајности.
Он који није грађен на овакав начин
Усуђује се да узурпира свето име витеза,
Срамотећи овај најчаснији ред,
И требало би - ако бих био достојан да будем судија -
Да буде прилично деградиран, попут сељачета рођеног у живици
Које се усуди да се хвали племенитом крвљу.
(4.1.14–44)
Талботов опис Фастолфових поступака стоји у директној супротности са сликом идеалног витеза, и као такав, идеал и стварност служе да истичу једно друго, и тако откривају несклад између њих.
Слично томе, као што Талбот користи витезове за представљање идеалне прошлости, сећајући се како су некада били витешки, тако то чини и Глостер у односу на Хенрија V, за кога такође сматра да представља славну и часну прошлост:
Енглеска није имала краља до његовог времена.
Врлина је имао, заслужио је да командује;
Његов исукани мач везивао је људе својим зрацима,
Руке су му се шириле више од змајевих крила,
Његове блиставе очи, пуне гневне ватре,
Више су заслепљивале ипотискивале његове непријатеље
Од подневног сунца жестоко сагнутог према њиховим лицима.
(1.1.8–14)
Хенри V има ту функцију током већег дела представе; "он је представљен не као човек, већ као реторички конструкт направљен од хиперболе, као херојска слика или хералдичка икона."  Он се сматра представником славне прошлости која се никада не може повратити: "Постоји у драми доминантна, носталгична, слављеничка успомена на Хенрија V који живи у бесмртности пренаглашене легенде."
Представа, међутим, не приказује само пад једног друштвеног уређења, већ приказује и успон другог; "Како је нација могла остати верна самој себи, означавају Талбове речи и дела. Оно што јој пријети опасност да постане, показано је недостацима Француза, манама које се све више појављују међу Енглезима [...] такође су видни енглеско опадање према француској мекушности и почеци ослањања на превару и лукавство, уместо мушке храбрости и непосредне мушке врлине. " Ако стари начин часног понашања посебно представљају Талбот и Хенри V, нови начин дволичности и макијавелизма представља Јованка Орлеанка, која користи начин ратовања с којима се Талбот једноставно не може носити. То се најјасније види када се кришом увуче у Роуен и после тога одбије да се суочи са Талботом у бици. Талбот сматра такво понашање несхватљивим и крајње нечасним. Као такав, нашао се у борби против непријатеља који користи тактике које он није у стању да разуме; с Французима који користе оно што он види као неконвенционалне методе, он је неспособан да се прилагоди. Ово представља једну од иронија у представи витештва у драми; управо га одлучност Талботове части и интегритета, његово инсистирање на очувању старог кодекса који су сви други напустили, на крају га поражава; његова неспособност да се прилагоди значи да постаје неспособан да функционише у новоствореним „нечасним“ приликама. Овако, представа није у потпуности носталгична по питању витештва; "тако се често витешки принципи извргавају подсмеху речју и делом. Представа је пуна тренутака понижене аристократске узвишености." 
Талботов начин витештва замењују политичари забринути само за себе и сопствени напредак: Винчестер, Сомерсет, Сафок, чак и Ричард. Како тврди Џејн Ховел, редитељка ББЦ-ове адаптације Шекспира, "оно што ме је забринуло у првој представи [...] било је то да је дуго времена закон људи био витештво. Али, са смрти Талбота, човек почиње да види пропадање витештва. " Нарцисоидна политичка борба заменила је саможртвовани патриотизам и витештво:" представа приказује катастрофални слом уљудности међу енглеским племством. " Племићи који се брину само за личну моћ изнад свега, су заменили витезове који су се бринули само за државу. Као такви, на крају представе су и Талбот и његов син лежали су мртви, као и појам енглеског витештва. У том смислу, представа "приказује смрт преживелих титана из старог режима." 

### Патриотизам
Руку под руку са испитивањем витештва којим се драма бави је испитивање патриотизма. Заиста, неки критичари тврде да је патриотизам пружио подстицај представи на првом месту. Енглеска је победила шпанску Армаду 1588. године, што је довело до краткотрајног периода међународног самопоузгања и патриотског поноса - али до 1590. године, национално расположење је било омаловажавајуће, и као такав, 1 Хенри VI је можда наручен да помогне у растеривању овог расположења : "Патриотске емоције на које ова представа бесрамно позива одјекују у једном посебно крхком времену, политички гледано. Застрашујућа сјећања на шпанску Армаду из 1588. године, или Бабингтонову заверу из 1586. године, која је довела до погубљења Марије, краљице Шкота; забринутост због приметно остареле и још увијек неудате краљице Елизабете; забринутост због отпора енглеских католика; страх од војне укључености у Европи и, једнако узнемирујуће, у Ирској, комбинују се да учине патриотски одговор као ствар хитности. [Ова драма] је натегнут покушај да се очврсну жиле Енглеза у времену опасности и преваре. "
Докази о томе виде се свуда. На пример, Енглези су далеко бројно слабији у свакој бици, а ипак се никада не одричу боја и често се побеђују. Заправо, чак и када изгубе, често се намеће предлог да је то било због издаје, јер се само дволичним средствима може превазићи њихова чврстина. На пример, током Патајске битке (где је Талбот заробљен), гласник извештава,
Десетог августа прошле године, овај грозни господар [тј. Талбот],
Повлачећи се од опсаде Орлеана,
Имајући пуних једва шест хиљада у свом одреду,
Од три и двадесет хиљада Француза
Је окружен и нападнут:
Није било времена да построји своје људе.
Желео је да се копља поставе пред његове стрелце;
Уместо тога, оштре коце истргнуте из ограда
Заболи су у земљу неуредно
Да коњаници не би провалили.
Више од три сата борба се наставила,
Где је одважни Талбот, изнад људске мисли,
Чинио чуда са својим мачем и копљем.
Стотине их је послао у пакао, а нико му се није смео супротставити;
Ту, тамо и свуда, бесан их је секао.
Французи су узвикивали да је ђаво под оружјем:
Сва цела војска стајала је гледајући њега.
Његови војници, гледајући његов неприкосновени дух,
'Талбот! "Талбот!" повикали су сложно,
И појурили у утробу битке.
Овде би победа била запечаћена
Да Сер Џон Фастолф није испао кукавица
Он се налазио у заштитници иза свих,
С циљем да их помаже и прати,
Кукавички је побегао не задавши ни један ударац.
Потом настаде општи слом и масакр;
Били су опкољени непријатељима.
Прости Валонац, да стекне милост Дофенову,
Убо је Талбота копљем у леђа -
Кога цела Француска, са свом сабраном војском,
Није смела једном да погледа у лице.
(1.1.108–140)
Овде је Фастолфова издаја директан узрок пораза Енглеза, а не чињеница да су их десетоструко бројно надјачали, да су их погодили изненадним нападом или да су били опкољени. Ова се идеја враћа неколико пута, при чему се сваки пут подразумева да само издајство може објаснити енглески пораз. На пример, чувши за први губитак градова у Француској, Ексетер се одмах пита: "Како су изгубљени? Која је издаја коришћена?" (1.1.68). Изгубивши Руан, Талбот узвикује: „Француска, ти ћеш платити ову издају сузама / Ако Талбот ипак преживи издајство твоје“ (3.2.35–36). Касније, размишљајући о француској кампањи, Ричард пита Хенрија: "Зар нисмо изгубили већину свих градова / издајством, лажима и преваром" (5.5.108–109).
Међутим, ако Енглези мисле да их могу победити само издајством и преваром, драма приказује Французе који им се помало диве, с невољним поштовањем према њима и страхујући од њихове снаге у борби. Тако, ако Енглези сваки пораз приписују издајству, чини се да француско мишљење о Енглезима наговештава да је можда то заиста једини начин да их победе. На пример, током опсаде Орлеана:
АЛАНСОН
Фроасар, наш земљак, бележи
Енглеска је само Оливере и Роланде рађала
У време када је Едвард Трећи владао.
Сада, заиста, ово може бити потврђено,
Јер саме Самсоне и Голијате
Послаше у окршај. Један до десет?
Мршави кошчати зликовци - ко би претпостављао
Да имају такву храброст и одважност.
ШАРЛ
Напустимо овај град, јер су овде робови зечијег мозга,
А глад ће их натерати да буду одлучнији.
Од давнина оне знам; радије ће зубима
Зидове порушити него одустати од опсаде.
РЕНИЈЕ
Мислим да неким чудним триковима или уређајем
Руке су им постављене, попут сатова, да стално ударају,
Иначе не би могли издржати овако.
(1.2.29-44)
Оваква представа, у одређеној мери, представља енглеску слику о себи као донекле у складу са француском сликом о њима, истовремено наглашавајући одлучност и непоколебљивост.
Још једна компонента патриотског осећања је верска нота у којој композиција често погађа. Све у свему, католик је представљен као лоше, све што је протестант представљено као добро: „Популарност представе [1592.] мора се посматрати на позадини изванредног занимања за политичку историју у последње две деценије шеснаестог века храњен самосвесним родољубивим протестантизмом, фасцинацијом сопственом биографијом у историји. Није ништа против тога што је први део упорно антикатолички на бројне начине упркос чињеници да је у петнаестом веку целокупно становништво Енглеске номинално било католичко (мада не, наравно, 1592. године). Французи су представљени као декадантно католички, Енглези (с изузетком бискупа Винцхестер-а) као привлачно протестантски. " Сам Талбот је елемент овога, у мери у којој је његов "реторика је према томе протестантска. Његове библијске референце су из Старог завета (извор који католици мање у потпуности користе) и говоре о стоицизму и индивидуалној вери."  Хенри В је наведен као пример протестантске чистоће: "Био је краљ благословен од Краља Краљева. / За Французе страшан као Судњи дан / Тако страшног нема какав је био његов поглед. / Битке Господара Над Војскама он је водио"(1.1.28–31). "Краљ краљева" је фраза која се користи у 1. књизи Тимотејевој, 6:15. "Господар Над Војскама" користи се у целом Старом завету, а рећи да се Хенри борио за Господара Над Војскама значи да га пореди са краљем ратником Давидом, који се такође борио за Господара Над Војскама у 1. књизи Самуиловој, 25:28.
Међутим, упркос очигледном слављеничком родољубивом тону и осећају протестантско / енглеског религиозно-политичког идентитета, као што је то случај и са ламентацијом за витешким смрћу, представа је помало двосмислена у свом укупном приказу патриотизма. У коначници, представа приказује како су Енглези изгубили Француску, наизглед чудну тему ако је Шекспир покушавао да усади осећај националног поноса у народу. То се ствара још више када се узме у обзир да је Схакеспеаре могао да пише о томе како је Енглеска победила Француску на првом месту: "Популарност" Армадове реторике "током времена састава 1 Хенрија ВИ, чини се, тражила представу о Хенрију В, није онај који почиње његовом смрћу и наставља драматизацију енглеског, губи се. " У том смислу, приказ патриотизма, иако несумњиво јак, није без двосмислености; сама прича испричана у драми чини било какво патриотско осећање у драми неком врстом шупље победе.

### Свето против демонског
Демони, духови, вештице, свеци и Бог се у представи спомињу више пута, што се често односи директно на Јованку Орлеанку која је представљена као "фасцинантна мешавина светице, вештице, наивне девојке, паметне жене, храброг ратника и сензуалне заводнице. " Енглези је непрекидно називају вештицом и блудницом, Французи светицом и спасиоцем, а и сама представа се чини да лебди између ова два пола:" Јованка се прво појављује у стању блаженства, стрпљива, спокојнa, "божанско створење" које Шарл обожава, предмет чудесног посредовања Девице Марије, која ју је одабрала да спасе Француску, и тако је учинила лепом, одважном и мудром [...] с друге стране, и практично у исто време, она је очигледно од почетка комбинација демонског, макијавелистичког и марловски чудног. "
Јованку у представу уводи Копиле од Орлеана, који чак и пре него што ју је неко видео или срео, каже: "Свету слушкињу доводим са собом" (1.2.51). Касније, након што је Јованка помогла Французима да подигну опсаду Орлеана, Шарл изјављује: „Нећемо више призивати Светог Денија, већ ће Јованка Девица бити светац Француске“ (1.7.28–30). Слично томе, када Јованка открива свој план да окрене Бургундију против Енглеза, Алансон изјављује: „Поставићемо ваш кип на неком светом месту / и поштовати вас као благословљену светицу“ (3.3.14–15).
Са друге стране, Енглези је виде као демона. Пре него што се бори са Талботом, он узвикне: "Ђаво или ђаволско штене, зазиваћу те. / Крв ћу ти пустити - ти си вештица - / и одмах ћу предати душу твоју оном кога служиш." (1.6.5–7). Затим, након борбе, каже: "Моје мисли су вртложне попут лончарског кола. /Не знам где сам ни шта радим. / Вештица, страхом, не на силу, попут Ханибала, / Потискује наше трупе и осваја како иде. "(1.6.19–22). По доласку у Француску, Бедфорд осуђује Шарла због савеза са Јованком: "Колико он штети својој слави, / потцењујући снагу сопствених руку, / да се придружи вештицама и помоћи пакла" (2.1.16-18). Талбот на ово одговара са: „Па, нека вежбају и разговарају са духовима. / Бог је наша тврђава“ (2.1.25–26). Касније се Талбот према њој односи као "Девица, та вештица, та проклета чаробница" (3.2.37) и "Грозни демон Француске, и вешица од свих презрена" (3.2.51), изјављујући "Ја не преговарам са том Хекатом"(3.2.64). Пре него што ју је погубио, Јорк је такође назива и „Посрнула безакона вештица“ (5.2.42).
Сама Јованка објашњава овај проблем, пре погубљења:
Прво да вам кажем кога сте осудили:
Нисам ја рођена од пастира,
Већ од потомства краљева;
Врла и света, изабрана одозго
Инспирацијом небеске милости
Да радим велика чуда на земљи.
Никада нисам имала везе са злим духовима;
Али ви, који сте загађени вашим пожудама,
Обојени невином крвљу недужних,
Корумпирани и заражени са хиљаду порока -
Јер немате милости коју имају други,
Сами процењујете да је ствар немогућа
Чинити чуда, осим уз помоћ ђавола.
Не, заблудели, Јованка од Арка јесте
Девица од њеног нежног детињства,
Чедна и беспрекорна и у мислима,
Чија ће девојачка крв, тако строго проливена,
Плакати за осветом пред небеским капијама.
(5.5.36–53)
Након што није успела да убеди Енглезе да је света девица, и да ће њено убијање изазвати гнев неба, она мења своју причу и тврди да је трудна, надајући се да ће је поштедети због детета. Затим набраја разне француске племиће који би могли бити отац њеног детета, у покушају да пронађе оног кога Енглези поштују. У том смислу, Јоан не напушта представу ни као светица, ни као демон, већ као уплашена жена која узалуд моли за свој живот.
Важно питање у било којем испитивању Јованке Орлеанке је питање да ли је она јединствен, стабилан лик који варира од светачког до демонског или лоше конструисан лик, сада једно, сада друго. Према Едварду Барнсу, "Јованка се не може читати као стварни реалистички лик, јединствен субјект са усклађеном, целом личности." 
Мајкл Хатавеј нуди алтернативни, симпатични поглед на Јованку који тврди да је кретање лика од свете до демонске оправдано унутар текста: "Јованка је трагична фигура представе, упоредива са Фоканбриџом у Краљу Џону. Она се окреће вештичарењу само у очају; не може се схватити као недвосмислена манифестација ђаволске моћи. "
Друга теорија је да је Јованка заправо комична фигура, а огромне промене њеног карактера требале би изазвати смех. Мајкл Тајлор, на пример, тврди: „Демонска власт замењује божанску у Чину 5, Сцена 5, сцени која Јованку своди на комичну, бахату зависницу од лукавих представника подземља.“ У складу са овим размишљањем, вредно је истаћи да у Шекспировој адаптацији ББЦ Телевизије из 1981.  Јованка и Французи уопште третирају се углавном као комичне фигуре. Јованка (енгл. Brenda Blethyn), Алансон (енгл. Michael Byrne), Копиле (енгл. Brian Protheroe), Реније (енгл. David Daker) и Шарл (енгл. Ian Saynor) се у највећем делу третирају као комичне будале и нема никаквих знакова злобе код њих (значајно, кад Јованку њени демони напусте, никад их не видимо, једноставно је видимо како разговара са празним ваздухом). Примери комичног третмана ликова налазе се током Орлеанске битке, где је Јованка смешно приказана како брани град од целокупне енглеске војске потпуно сама, док Талбот стоји поред и с неверицом гледа како његови војници беже један за другим. Други пример се појављује у Чину 2, Сцена 1, јер њих петорица криве једни друге за непостављање страже у Орлеану, због чега су Енглези повратили град. Њихова улога комичних фигура приказана је и уЧину 3, Сцена 2. Након што је Јованка ушла у Руан, а остали стоје напољу и чекају њен сигнал. Шарл је приказан како се шуња кроз поље док држи кацигу с великом перјаницом пред лицем у покушају да се сакрије.
Појам демонске помоћи и светачке моћи, међутим, није ограничен на Јованку. На пример, у уводном разговору представе, спекулишући о томе како је Талбот могао бити заробљен, Ексетер узвикује „да ли да помислимо да су мудри Французи / Призивачи духова и чаробњаци, који су се плашили њега / чаробним стихом изазвали његов крај "(1.1.25–27). Касније, говорећи о француском освајању Орлеана, Талбот тврди да је "преварен вештином и бахатим чаробњаштвом" (2.1.15). Заиста, Французи износе сличне тврдње о Енглезима. Током битке за Патај, на пример, према гласнику, "Французи су узвикивали да је ђаво под оружјем" (1.1.125). Касније, док Енглези нападају Орлеан,
БАСТАРД
Мислим да је овај Талбот демон из пакла.
РЕНИЈЕ
Ако не из пакла, небо га сигурно фаворизује.
(2.1.47–48)
Овде, као што су то учинили Енглези када су их Јованка поразила, Французи приписују ђеволску моћ својим победницима. За разлику од Енглеза, Французи признају да Талбот мора бити или демон или светац. Што се Енглеза тиче, Јованка је демонска, то није отворено питање.

## Телевизија

### Доба Краљева (1960)
Прва телевизијска адаптација представе била је 1960. године, када је ББЦ снимио серију под називом Доба Краљева (енгл. An Age of Kings). Серија је имала петнаест епизода (од шездесет до седамдесет и пет минута) које су прилагодиле свих осам Шекспирових повезаних историјских драма. Режија Michael Hayes, а продуцент Peter Dews, сценарио Eric Crozier, у продукцији су били Terry Scully као Хенри, Mary Morris као Маргарет и Eileen Atkins као Јоан. Девета епизода, под насловом "Црвена ружа и Бела", представила је строго скраћену верзију 1 Хенрија VI. С обзиром да је епизода трајала само један сат, очигледно је да је уклоњен велики део текста (1 Хенри VI био је једина представа из октологије која је приказана у једној епизоди, за разлику од поделе на две). Можда су најзначајнији резови били потпуно уклањање лика Талбота и изрезивање свих сцена битака у Француској.

### Ратови ружа (1965)
1965. ББЦ 1 је емитовао све три представе из трилогије John Barton-а и Peter Hall-а "Ратови ружа" (Henry VI, The Rise of Edward IV и Richard III) са Давидом Варнером као Хенријем и Peggy Ashcroft као Маргарет. Режирали су за телевизију Robin Midgley и Michael Hayes, представе су представљене као више од једноставно снимљеног позоришта, чија је главна идеја била "поново успоставити позоришну продукцију у телевизијском смислу - не само да би је посматрали, већ и да би јој ушли у срж. " Снимање је рађено на позорници Краљевске Шекспировске Компаније (RSC), али не током стварних представа, омогућавајући камерама да се приближе глумцима, а сниматељима са ручним камерама снимање сцена борбе. Поред тога, око позоришта подигнуте су платформе за камере. Свеукупно је коришћено дванаест камера, што је омогућило да се коначни производ више уређује као филм, него као дело статичког снимљеног позоришта. Снимање је урађено након извођења представа у Стратфорду на Ејвону из 1964. године и одвијало се током периода од осам недеља, при чему је педесет двоје људи ББЦ-јеве оекипе радило заједно са осамдесет и четири особе РСЦ-а како би пројекат довели до краја.  Године 1966. продукција је поновљена на ББЦ 1 где је преуређена у једанаест епизода од по педесет минута. Прва епизода, "Наслеђивање" обухватила је чинове 1, 2, 3 и чин 4, сцена 1, драме Хенри VI, део први завршавајући тиме да је Хенри одабрао црвену ружу и нехотице се сложио са Сомерсетом. У другој епизоди, "Маргарет Анжу", представљен је остатак првог Хенрија VI, почевши од Талбота који се сукобио са француским генералом у Арфлеру (Бордо у представи), као и прва половина чина 1, сцена 1 из другог Хенрија VI. (закључно са одласком Хенрија и Маргарет из двора). 

### BBC Television Shakespeare(1981)
Још једну телевизијску верзију представе продуцирао је ББЦ 1981. за своју серију BBC Television Shakespeare, мада се епизода није појавила до 1983. У режији Jane Howell, представа је представљена као први део тетралогије (све четири адаптације режија Howell) са повезаним глумцима. Хенрија је играо Петер Бенсон, Маргарет - Џулија Фостер, Талбота - Тревор Пикок, а Јованку -  Brenda Blethyn. Ова презентација комплетне прве историјске тетралогије била је једно од најхваљенијих достигнућа читаве ББЦ-јеве серије, па је потакла Станлија Велса да тврди да су продукције "вероватно чистије од било које верзије дате у позоришту од Шекспировог времена."  Мајкл Манхајм је био под истим утиском, називајући тетралогију „фасцинантном, брзом и изненађујуће чврстом студијом о политичком и националном пропадању.“ 
Инспирисани идејом да су политичке интриге иза Ратова ружа често изгледале као свађе на игралишту, Jane Howell и дизајнер продукције Оливер Бејлдон су поставили те четири представе у једном сету који подсећа на дечије игралиште. Међутим, мало је покушаја реализма. На пример, Бејлдон није прекривао паркет ("спречава сет да га дословно представља [...] подсећа нас да смо у модерном телевизијском студију" ), а у све четири продукције наслов представе се приказује унутар самог сета (на заставама у 1 Хенри VI и 2 Хенри VI (где је видљив током целе прве сцене), на покрову у 3 Хенри VI, а написано на  табли од самог Ричарда у Ричарду III) . Многи критичари сматрали су да су ови избори за сценографију дали представама утисак Брехтовског дистанцирања. Станли Велс написао је о сету да је намењен да позове гледаоца да "прихвати уметност музике и радње у представи" Мајкл Хатавеј описује је као "анти-илузионистичку",  Сусан Вилис тврди да сет омогућава продукцијама "да се театрално приближе модерном свету" , а Роналд Ноулс пише "главни аспект сета био је сублиминални предлог дечије анархије, играња улога, ривалства, игре и вандализма, као да је сва култура несигурно избалансирана на дрхтавим темељима атавистичке агресије и опседнутост лудилом за моћи." Други елемент дистанцирања у овој продукцији види се када се Глостер и Винчестер сусрећу у Кули, обојица су на коњу, али коњи које јашу су дрвени коњићи које глумци (David Burke и Frank Middlemass тим редом) јашу и клацкају док говоре. Лудост ове ситуације функционише тако да "ефикасно поткопава достојанство и статус њихових ликова." "Анти-илузионистички" сет је такође коришћен као средство за политичке коментаре; како су четири представе напредовале, сет је пропадао и постајао је све више пропадајући како је друштвени поредак постајао све распаднутији.  У истом смислу, костими постају све монотонији како се настављају четири представе. Први део Хенрија Шестог садржи јарко обојене костиме који јасно разликују различите борце једног од другог, али у Трагедији Ричарда III, сви се боре у слично обојеним тамним костимима, мало шта би могло разликовати једну војску од друге.  Graham Holderness је ову не-природну продукцију схватио као нешто од реакције на ББЦ-јеву адаптацију Хенријаде у првој и другој сезони, коју је David Giles режирао на традиционалан и непосредан начин по жељи тадашњег продуцента серије Cedric Messina; "где је Месина видео историју која се конвенционално игра као ортодоксна историографија Тјудора, и Давид Гилес користио је драматичне технике које омогућавају тој идеологији слободан и несметан пролаз гледаоцу, Џејн Ховел узима сложенији поглед на прву тетралогију као, истовремено, озбиљан покушај историјске интерпретације и као драму са посебно модерном релевантношћу и савременом применом. Представа, овом режисеру, није драматизација Елизабетанске слике света, већ трајно испитивање заосталих и насталих идеологија у променљивом друштву [..] Ова свест о мноштву потенцијалних значења у представи захтевала је одлучно и вешто избегавање телевизијског или позоришног натурализма: методе продукције треба да делују на отварању представа, а не да их затварају у одмах препознатљиво познавање конвенционалне шекспировске продукције ."
Углавном, Ховелина адаптација је узета дословно из Првог Фолио издања, са само неким релативно малим разликама. На пример, адаптација се другачије отвара у представи, при чему је Хенри VI отпевао тужбалицу за својим оцем. Друга разлика је у томе што се Фастолфово бекство из Руана види, уместо да се само спомиње. Такође треба напоменути да су Чин 5, Сцена 1 и Чин 5, Сцена 2 обрнути, тако да Чин 4, Сцена 7 и Чин 5, Сцена 2 сада чине једну континуирану целину. Поред тога, бројни стихови исечени су из готово сваке сцене. Неки од значајнијих пропуста укључују; у чину 1, сцена 1, одсутне су Бедфордове референце на децу која плачу и да Енглеска постаје мочвара откако је умро Хенри V: "Потомство ишчекује несретне године / Када ће деца сисати са уплаканих очију мајки / Наше острво ће постати мочвара сланих суза, / И нико осим жена није остао да плаче мртвима. " (лл.48–51). У Чину 1, Сцена 2, Алансонове похвале о одлучности енглеске војске су изостале: „Фроасар, наш земљак, бележи / Енглеска је само узгајала Оливере и Роланде / Током времена када је Едвард Трећи владао. ово ће бити верификовано, / јер Самсоне и Голијате само / шаље напред у борбу. " (лл.29–34). У Чину 1, Сцена 3, јдео дијалога између Глостера и Винчестера изван Куле изостаје (лл.36–43), док је у Чину 1, Сцена 5, недостаје и Талботова жалба на то да Французи желе да га замене за заробљеника мање вредног: „Али са далеко нижим војником, / Једном у презиру они би ме заменили - / Што сам, из презира, одбио и жудео за смрћу /Пре него што бих био тако потцењен "(л. 8–11). У чину 1, сцена 7, одстрањене су неке Шарлове похвале Јованки: „Већу пирамиду ћу јој подићи / него што је Родопе од Мемфиса икада била. / У знак сећања на њу, кад је мртва, / Њен пепео, у урни драгоценији / од Даријеве благајне са драгуљима, / Превозиће се уз велике свечаности / Пред краљеве и краљице Француске "(лл.21–27). У Чину 3, Сцена 1, део напада Ворика на Винчестера изостаје: „Видите која је невоља - а и убиство - /извршено кроз ваше непријатељство“ (2.27-28). У чину 4, сцена 6, уклоњен је део дијалога између Талбота и Џона (1. 6–25). Најзанимљивији пропусти долазе у чину 4, сцена 7. У овој сцени је избачено дванаест од Јованкиних шеснаест стихова; целокупни говор од седам редова где каже да је Џон Талбот одбио да се бори против ње јер је жена (III 37-43); прва три ретка од пет из њеног исмевања Лусијевог навођења Талботових титула, "Ево блесавог, достојанственог стила. / Турчин, који има два и педесет краљевстава, / Пише не тако досаданим стилом као овај" (лл .72–75); и прва два ретка њеног четвероредног говора у којем се руга Лусију: "Мислим да је ово горе дух старог Талбота, / Он говори са тако поносним заповедничким духом" (лл.86–88). Ови пропусти своде Јованкину улогу у овој сцени на виртуалног гледаоца, а у комбинацији с тим, Бренда Блетин лик приказује као да га нешто мучи (вероватно губитак контакта са својим "демонима").
Друга карактеристична стилска техника која се користи у адаптацији је више обраћања директно у камеру. Много више него у било којем од наставка, адаптација 1 Хенрија VI има више ликова који се током представе непрестано обраћају камери, често због комичног ефекта. Најуочљивији призор у том погледу је Чин 2, Сцена 3, где Талбот упознаје грофицу Оверња. Скоро цео њен дијалог пре ретка 32 ("Ако си он, онда си заробљеник") доставља се директно у камеру, укључујући њен невероватни опис разлике између правог Талбота и извештаја које је чула за њега. У једном тренутку током овог говора, грофица узвикне: "Јао, ово је дете, глупи патуљак" (л. 21), а самим тим Талбот у неверици гледа у камеру. Комедија сцене побољшана је тиме што глумац Тревор Пикок од 175 цм глуми Талбота, а глумица Joanna McCallum од 190 цм игра грофицу Оверња. Иначе, обраћања у камеру налазе се широм представе. На пример, док Бедфорд, Глостер, Ексетер и Винчестер одлазе у Чину 1, Сцена 1, сваки открива своје намере директно у камеру (1.166–177).
Остали примери су Јованкино признање где је добила мач (1.2.100–101); последња два стиха градоначелника код Куле (1.3.89–90); Талботова „Моје мисли су вртложне попут лончарског кола. Не знам где сам, ни шта радим ./ Вештица, из страха, не на силу, попут Ханибала, / Потискује наше трупе и осваја како иде“ ( 1.6.19–22); део Мортимеровог монолога пре доласка Ричарда (2.5.22–32); Ричардов „Плантаџенет, видим, мора да се држи за језик, / Да се не каже:„ Говорите, господичићу, када требате: / Мора ли ваша смела пресуда ући у разговор са лордовима? “/ Иначе бих напао Винчестера“ (3.1 .61–64); Ексетеров разговор на крају чина 3, сцена 1 (2.190-203); Ексетеров говор на крају чина 4, сцена 1 (2. 82–194); највећи део дијалога између Сафока и Маргарете, јер се међусобно игноришу (5.4.16–64); и Сафоков монолог, која завршава представу (5.6.102–109). Такође је у камеру Јованкин „Сироти трговци који долазе продати своје жито“ (3.2.14), који се испоручује као да је превод претходног ретка у корист публике која не говори француски.

### Немачка верзија
1964. аустријски канал ОРФ 2 представио је адаптацију трилогије под насловом "Heinrich VI". Листа глумаца из ове продукције је изгубљена.1969, Немачки канал  ZDF приказао је снимљену верзију првог дела  дводелне адаптације трилогије (из 1967) у Штутгарту Heinrich VI: Der Krieg der Rosen 1. Други део, Eduard IV: Der Krieg der Rosen 2, приказан је 1971.

### Шупља круна
Британска телевизија ББЦ 2 извела је 2012-2016. комплетну екранизацију 8 највећих Шекспирових историјских драма, у облику мини-серије под насловом Шупља Круна (енгл. The Hollow Crown). Наслов серије узет је из стиха у драми Ричард II:
Јер у шупљој круни
Што окружује смртне слепоочнице краља
Смрт држи свој двор ...
- Ричард II, чин 3, сцена 2.
Прва сезона, која садржи 4 драме које образују прву тетралогију (Ричард II, Хенри IV, део први, Хенри IV, део други и Хенри  V) снимљена је 2012. Друга сезона, под насловом Шупља Круна: Ратови Ружа (енгл. The Hollow Crown: The Wars of the Roses) снимљена је 2016. Друга сезона екранизовала је историјске драме друге тетралогије: сва три дела Хенрија VI (у две епизоде) и Ричарда III, са Бенедиктом Камбербачом у улози Ричарда од Глостера (касније Ричарда III).